# Cellule de Bergmann
 (novembre 2019).
Si vous disposez d'ouvrages ou d'articles de référence ou si vous connaissez des sites web de qualité traitant du thème abordé ici, merci de compléter l'article en donnant les références utiles à sa vérifiabilité et en les liant à la section « Notes et références ».
Les cellules de Bergmann sont des cellules présentes uniquement dans le cortex cérébelleux. Leur corps cellulaire se situe dans la couche des cellules de Purkinje. Elles possèdent un prolongement cytoplasmique qui s'étend jusqu'à la lame basale entourant les lamelles cérébelleuses. Les cellules de Bergmann expriment la GFAP.